# Stęplów-Gościniec
Stęplów-Gościniec – część wsi Ruskie Piaski w Polsce położona w województwie lubelskim, w powiecie zamojskim, w gminie Nielisz.
W latach 1975–1998 Stęplów-Gościniec należał administracyjnie do województwa zamojskiego.